# Museu Ingres
O Museu Ingres é um museu da França, localizado na cidade de Montauban, afamado por abrigar importantes coleções de dois notáveis artistas naturais de Montauban: Jean-Auguste-Dominique Ingres e Antoine Bourdelle.
O museu está instalado em um prédio histórico que foi um palácio episcopal no século XVII. Seu maior atrativo são as coleções de obras de Ingres e Bourdelle, mas possui também um rico acervo de arte antiga e arqueologia.
Alguns dos outros mestres que expõe são Andrea del Sarto, Giovanni Bellini, François Boucher, Philippe de Champaigne, Honoré Fragonard, Giulio Romano, Pieter de Hooch, Leonardo, Charles Le brun, Bartolomé Murillo, Pietro da Cortona, Rembrandt, Rubens, Tintoretto, Jan van Eyck e Diego Velásquez, e diversos outros de grande fama. 
Sua coleção de Ingres foi doada pelo artista em testamento, e compreende cerca de 50 pinturas, desenhos e esboços, expostos em seis salas, dentre as quais são importantes o Rogério libertando Angélica (versão em tondo), Eva, O sonho de Ossian, e o Retrato de Madame Gonse. 
Outras coleções significativas são as de peças de Armand Cambon, pintor do século XIX, com dezenas de composições, e de Antoine Bourdelle, também com grande número de trabalhos entre esculturas e desenhos. O Museu mantém salas para arqueologia galo-romana, cerâmicas e faianças, e obras contemporâneas.

## Obras

### Pinturas

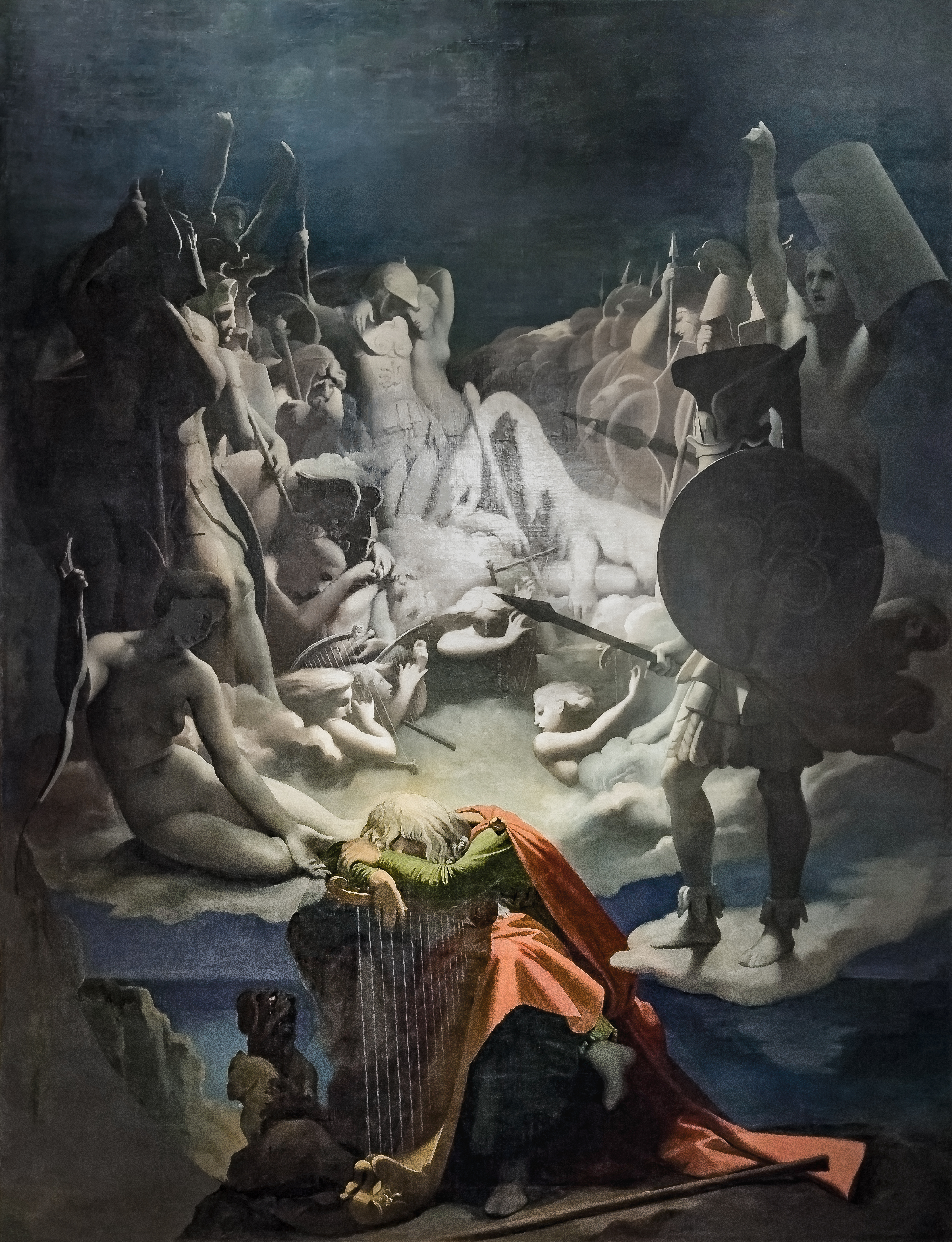
Ingres: O sonho de Ossian
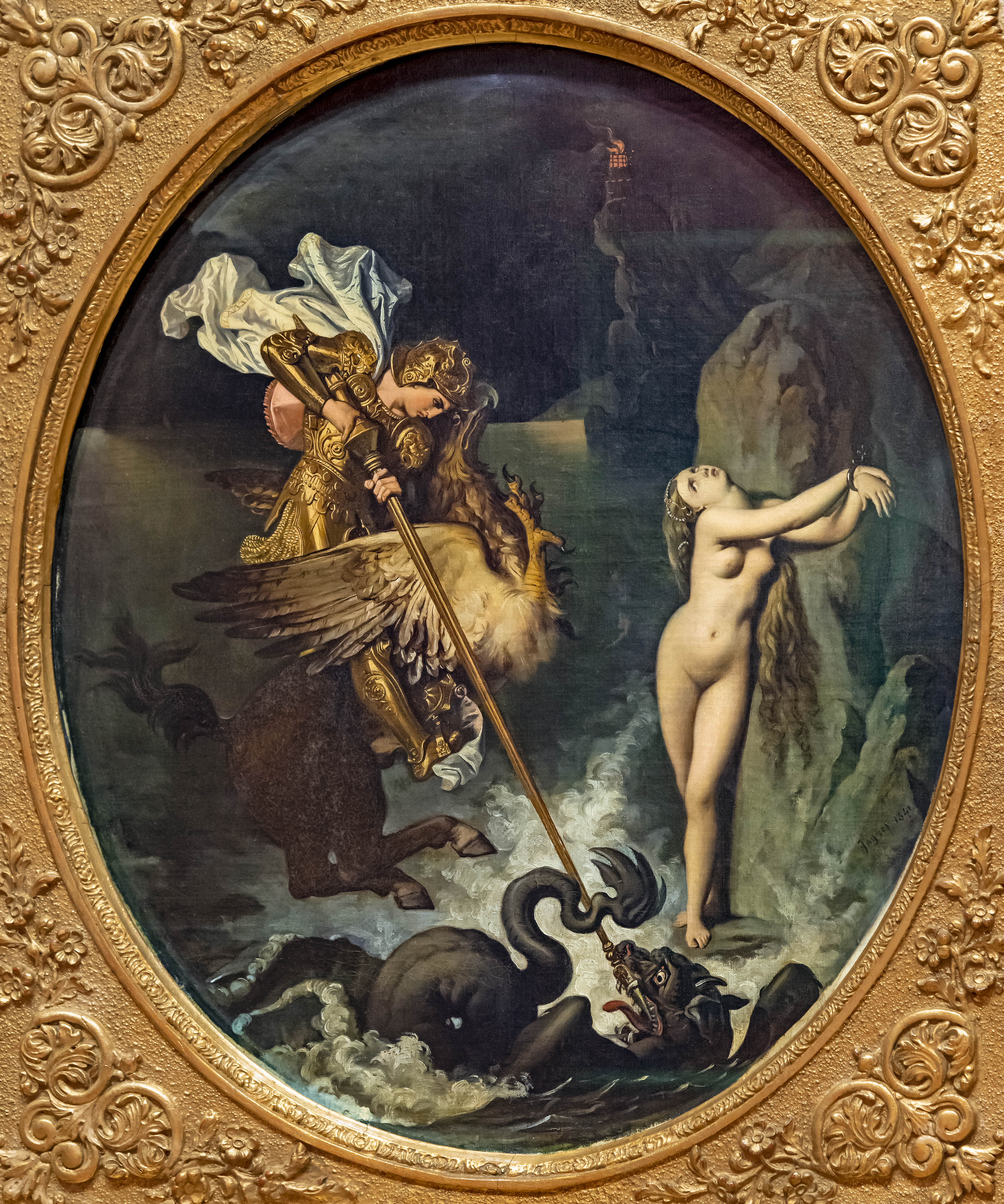
Ingres: Rogério libertando Angélica
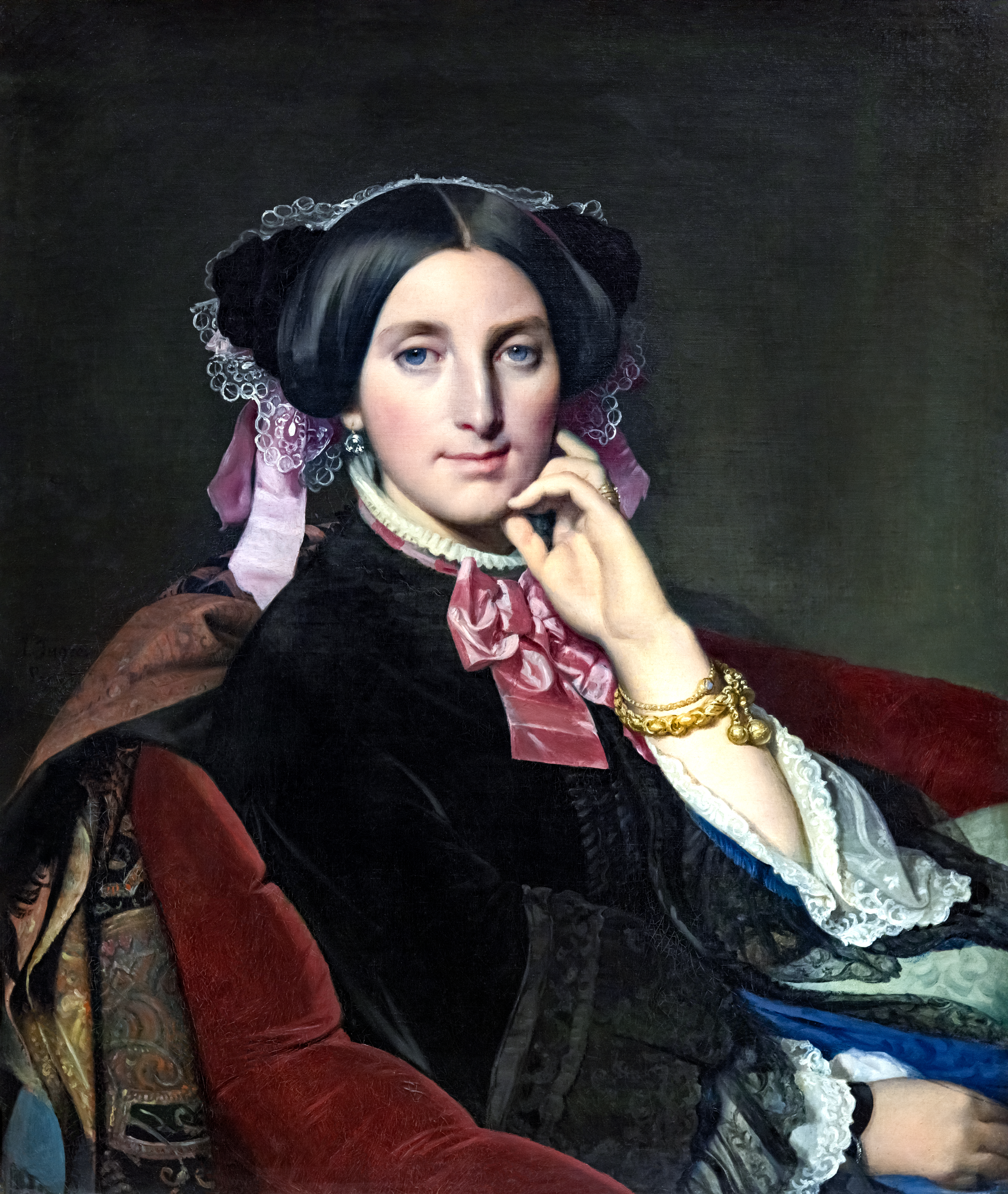
Ingres: Retrato de Madame Gonse
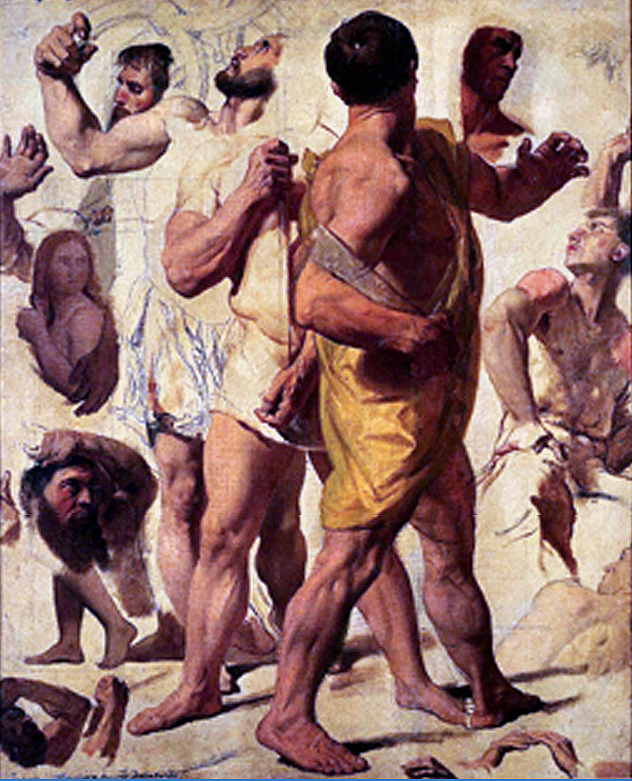
Ingres: estudos para O martírio de São Sinforiano
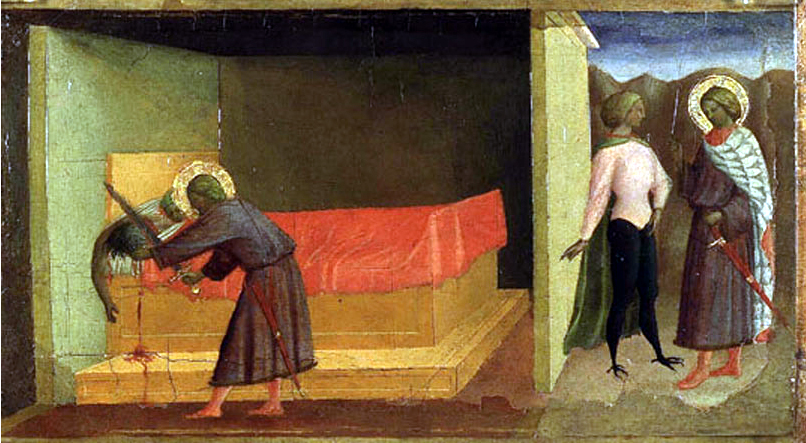
Masolino da Panicale: Lenda de São Juliano
- Bartolomeo Schedoni: A esperança
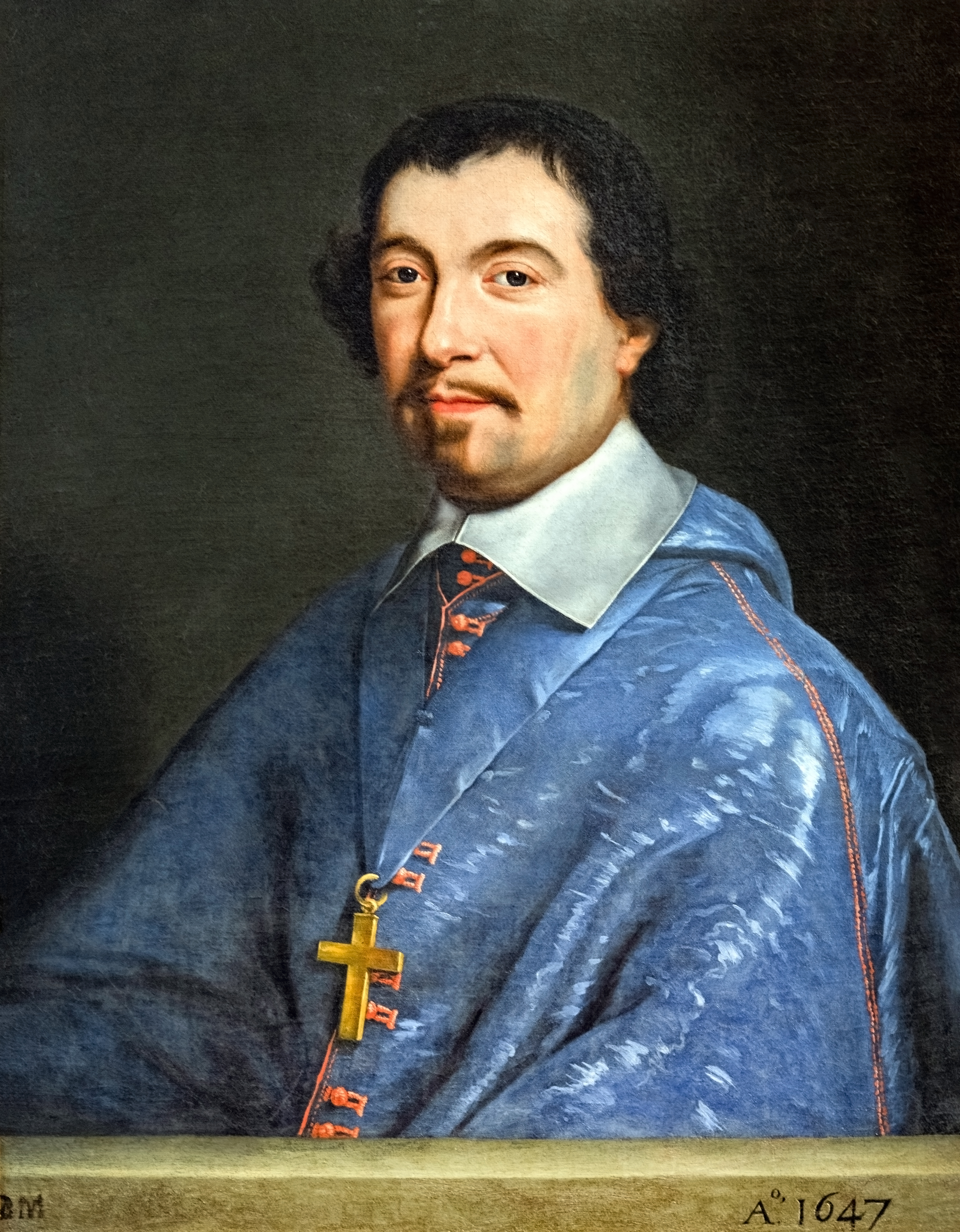
Cópia de Philippe de Champaigne: Retrato de Pierre de Bertier
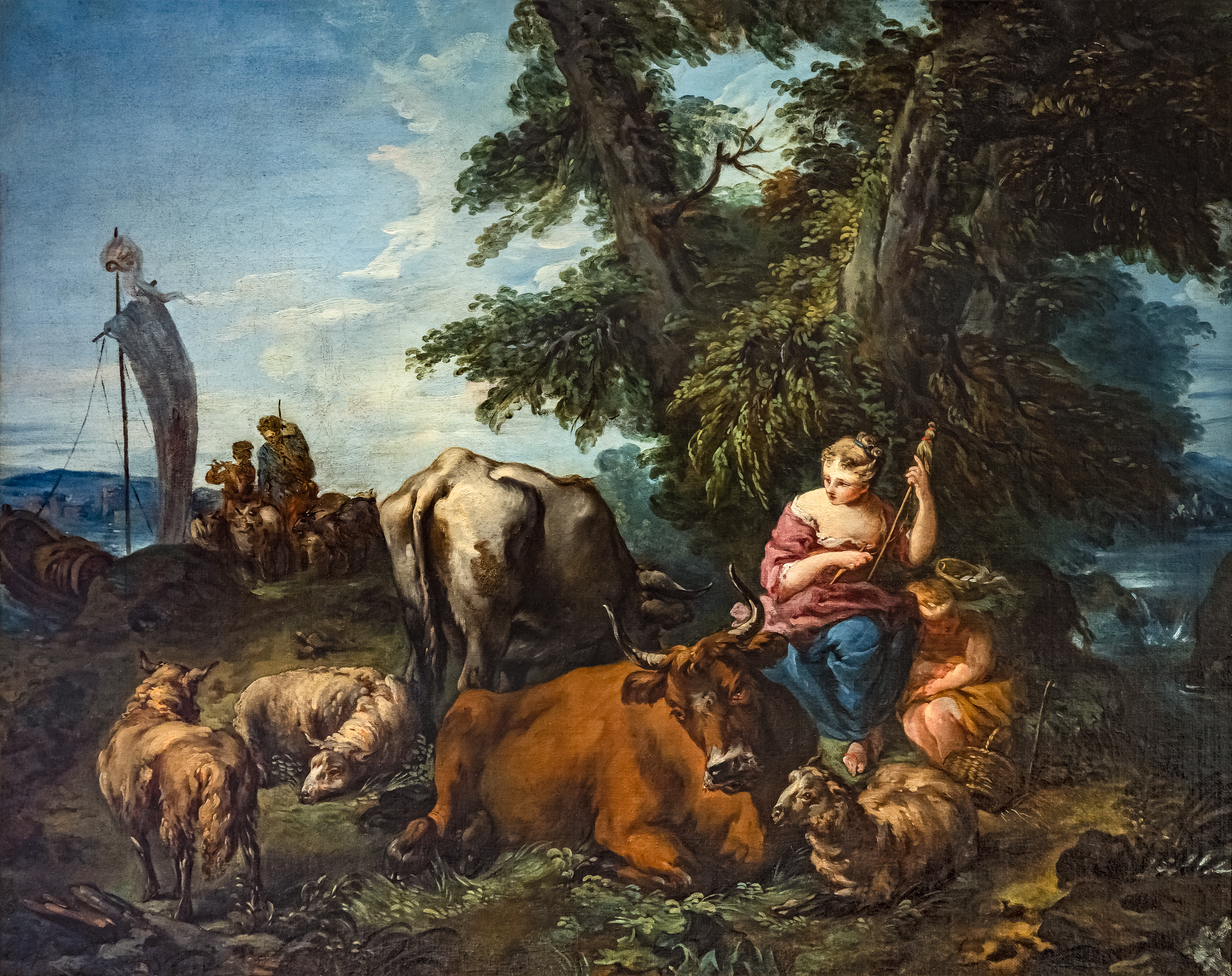
François Boucher: Pastoral

### Esculturas

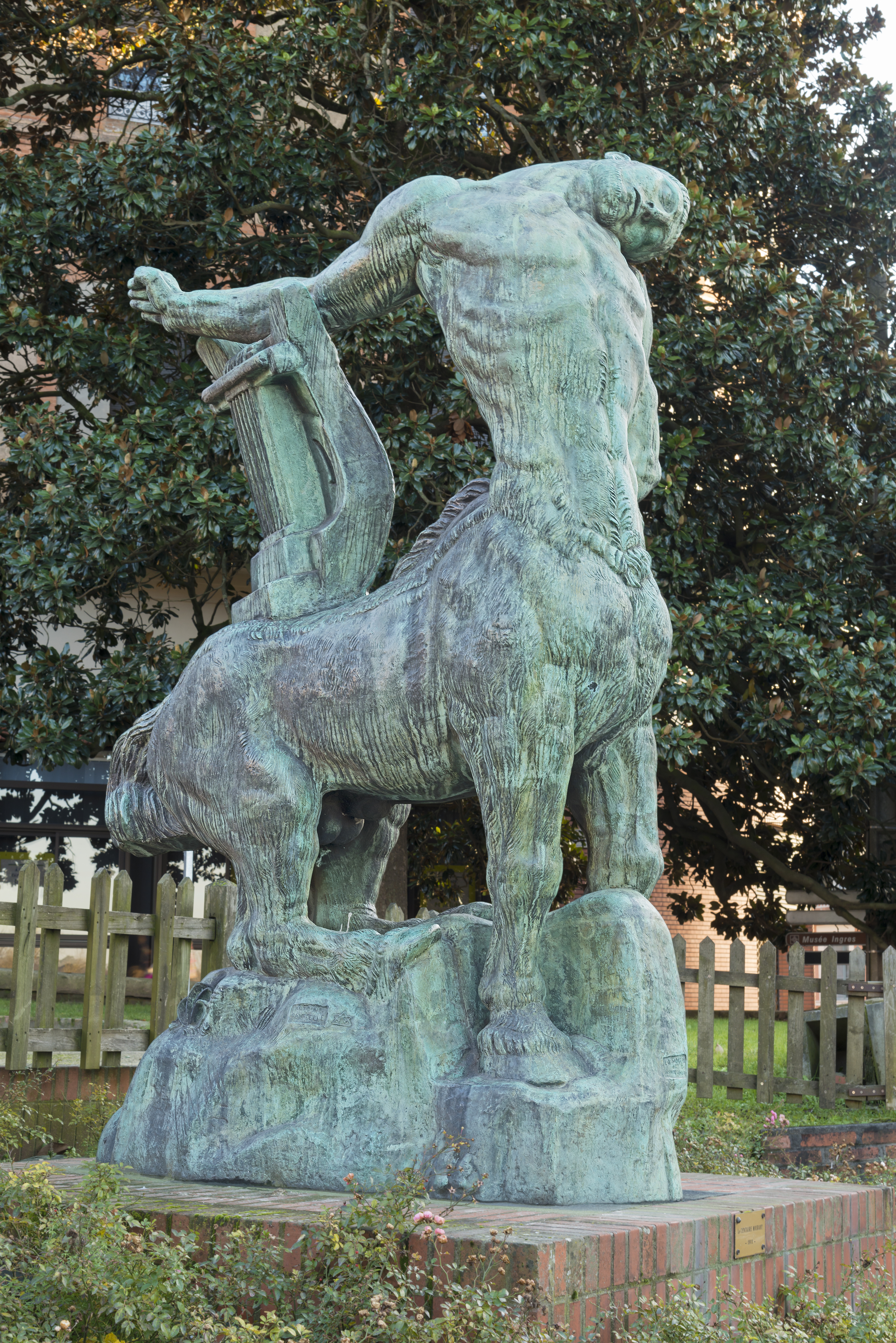
Bourdelle - La mort du dernier centaure
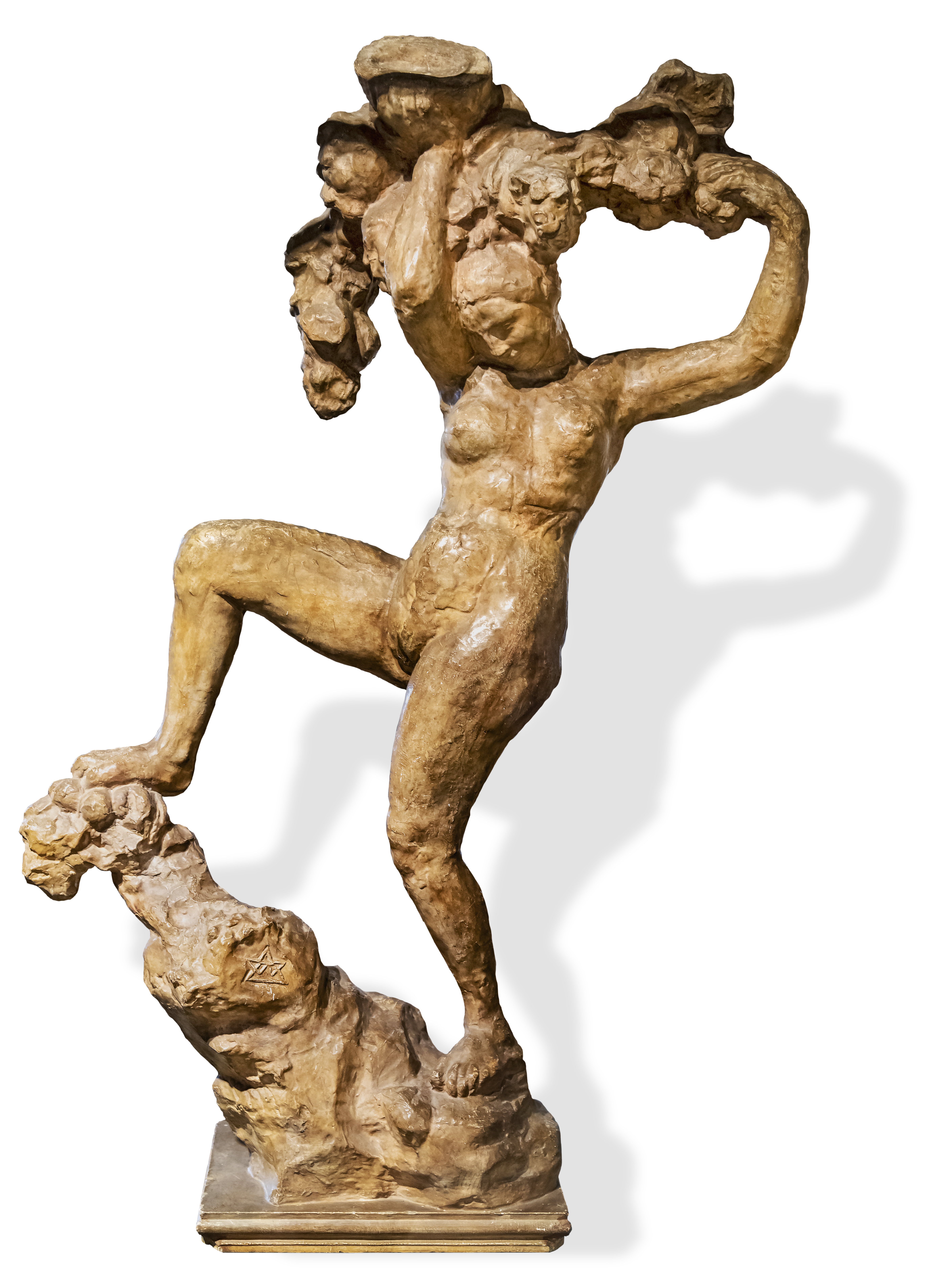
Bacchante com uvas - Bourdelle
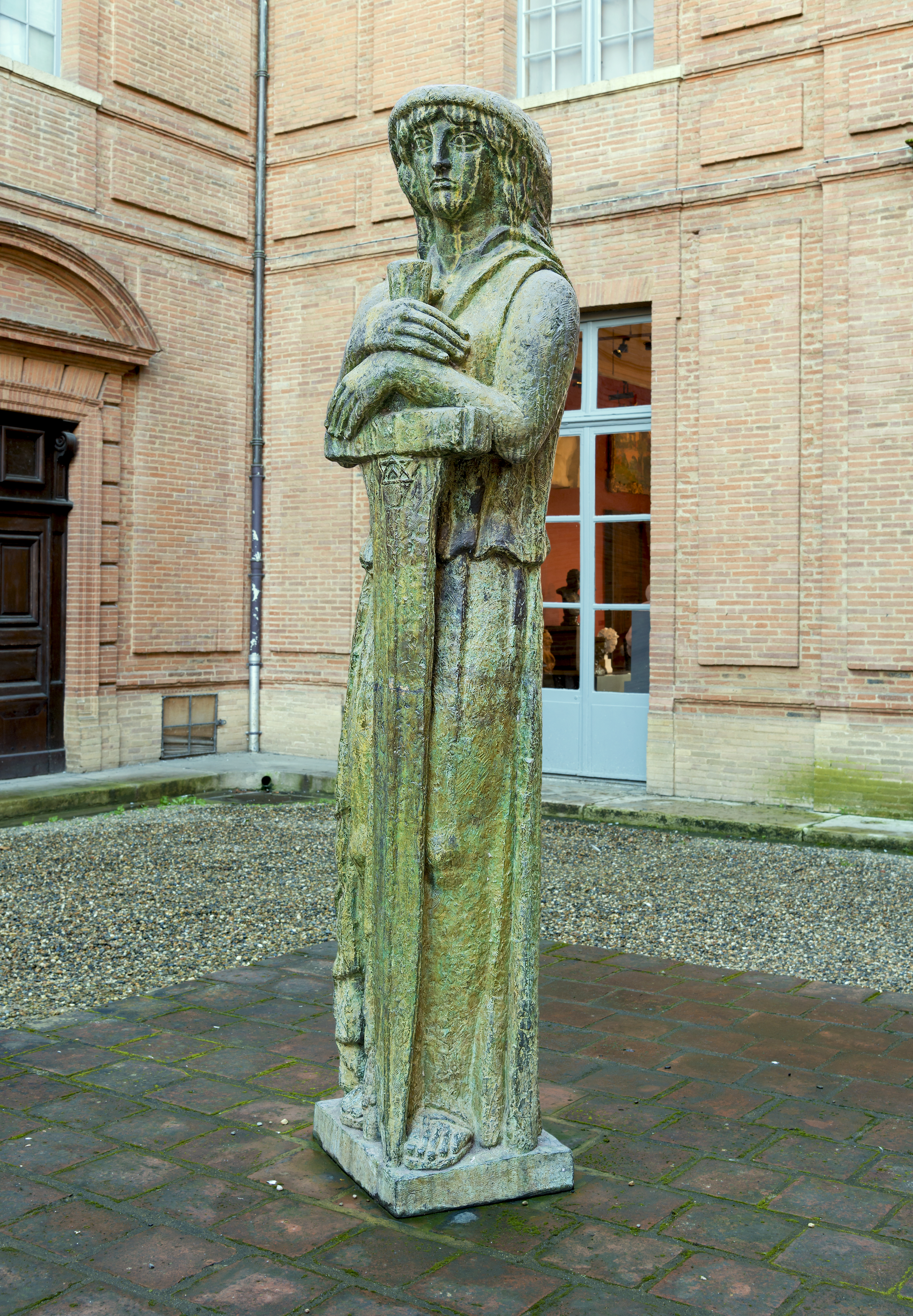
Vitória de Hartmannwillerkopf - Bourdelle